# استنستد، کنت
استنستد (به انگلیسی: Stansted) یک روستا و محله مدنی در بریتانیا است که در Tonbridge and Malling واقع شده‌است. استنستد ۴۸۴ نفر جمعیت دارد.